# 遼寧省錦州監獄
遼寧省錦州監獄是中華人民共和國遼寧省的一所省屬監獄，隶属于辽宁省监狱管理局，是遼寧省最大的監獄之一。該監獄位於遼寧省錦州市太和区凌西街道南山86号，主要關押刑期在10年以上的犯人。

## 历史
辽宁省锦州市原有两所监狱，均为省属监狱，一为原辽宁省锦州永安监狱，一为原辽宁省锦州监狱。在监狱布局调整中，2002年初，辽宁省锦州永安监狱同原辽宁省锦州监狱合并，组建新的辽宁省锦州监狱。2015年，副监狱长王洪博自杀。2017年，锦州监狱所属企业锦开电器集团有限责任公司一家具厂的简易仓库发生大火，无人员伤亡。

## 医疗及服务设施
该监狱设有监狱医院。
该监狱是辽宁省首家为犯人特辟“心理宣泄室”的监狱，并配有专门的心理医生为有心理问题的犯人提供医疗及康复服务。

## 监狱企业
- 锦州锦开电器集团有限责任公司锦州新生开关厂（原锦州开关厂）
- 锦州新生变压器有限责任公司（原为辽宁省锦州永安监狱的辽宁省锦州变压器电炉厂，后于2003年破产。辽宁省锦州永安监狱并入辽宁省锦州监狱后，成立该有限责任公司）[7][8][9]

## 历任监狱长
- 辛廷权（任期：2007年前后在任）[7]
- 马振峰（任期：2009年前后在任）[5]

## 著名囚犯
- 楊斌[1]
- 劉曉波[10]
- 王丹